# Устименко, Юрий Гаврилович
Юрий Гаврилович Устименко (19 мая 1944, пос. Владимир, Приморский край, РСФСР, СССР — 3 января 2014, Санкт-Петербург, Россия) — советский и российский военачальник. Начальник Высших специальных офицерских классов ВМФ (1995—1999), первый заместитель командующего Северным флотом (1992—1995), вице-адмирал (18.02.1993).
Доктор военных наук, профессор, почётный радист СССР, почётный работник морского флота СССР, участник нескольких локальных войн и военных конфликтов.
С именем вице-адмирала Юрия Устименко связаны крупные достижения в развитии военной науки Высших специальных офицерских классов ВМФ России, открыт диссертационный совет и восстановлена адъюнктура при ВСОК ВМФ.

## Биография
Юрий Гаврилович Устименко родился 19 мая 1944 года в посёлке Владимир Приморского края. В 1961 году окончил школу рабочей молодёжи.
В ВМФ с августа 1961 года. Проходил срочную службу сигнальщиком на тральщике с 1961 по 1962 год.
В 1967 году окончил Высшее военно-морское училище радиоэлектроники имени А. С. Попова. После окончания училища служил командиром боевой части связи и наблюдения (БЧ-4) эскадренного миноносца «Несокрушимый» (1967—1969) и старшим помощником командира эскадренного миноносца «Сознательный» (1969—1972).
В 1973 году окончил Высшие специальные офицерские классы ВМФ. Проходил службу командиром большого противолодочного корабля «Прозорливый» (1973—1974), старшим помощником командира большого противолодочного корабля «Очаков» (1974—1976).
В 1978 году окончил Военно-морскую академию имени Маршала Советского Союза А. А. Гречко. Проходил службу командиром большого противолодочного корабля «Таллин» (1978—1983), начальником штаба (1983—1985) и командиром (1985—1987) 119-й бригады кораблей Тихоокеанского флота, начальником штаба 8-й оперативной эскадры ВМФ (1987—1991), командиром 7-й оперативной эскадры Северного флота (1991—1992). Воинское звание контр-адмирал присвоено 4 ноября 1987 года.
В 1991 году, в период раздела Черноморского флота между Российской Федерацией и Украиной, контр-адмирал Устименко прибыл в Севастополь и сумел вместе с командиром ТАВКР капитаном 1 ранга Виктором Ярыгиным вывести и перевести на постоянное место базирования на Северный флот, единственный стоящий сегодня на вооружении России тяжёлый авианесущий крейсер «Адмирал флота Советского Союза Кузнецов». С 1 по 24 декабря 1991 года крейсер совершил переход вокруг Европы к месту постоянного базирования в Видяево Мурманской области.
В 1992 году окончил Высшие академические курсы Военной академии Генерального штаба Вооружённых сил. Служил первым заместителем командующего Северным флотом (1992—1995), начальником Высших специальных офицерских классов ВМФ (1995—1999). Воинское звание вице-адмирал присвоено 4 ноября 1993 года.
Участник локальных войн и военных конфликтов в Египте, Анголе, Сомали, Йемене, Вьетнаме, на Сейшельских островах, в Красном море и Персидском заливе.
В отставке с октября 1999 года. Жил в Санкт-Петербурге.
В 2010 году издал книгу воспоминаний «От службы не отказывайся». В 2013 году избран в Высший совет офицеров запаса России.
В ночь на 3 января 2014 года застрелился из наградного пистолета из-за обострения тяжёлой болезни. Похоронен с воинскими почестями на Серафимовском кладбище Санкт-Петербурга. Участок 1, Ясеневый.

Могила Ю. Г. Устименко на Серафимовском кладбище Санкт-Петербурга.

## Награды
- Орден «За службу Родине в ВС СССР» 3-й степени,
- Медали СССР,
- Медали РФ,
- Знак МО СССР «За боевое траление»,
- Именное оружие,
- Иностранные медали.